# Rękopis znaleziony w Saragossie
Rękopis znaleziony w Saragossie (el manuscrit trobat a Saragossa) és una pel·lícula polonesa dirigida el 1965 per Wojciech Jerzy Has basada en la novel·la homònima de l'escriptor polonès Jan Potocki.
La pel·lícula va ser estrenada a Polònia sense tallar les seves 180 minuts de metratge original, però en arribar als Estats Units es va escurçar fins als 152 minuts i en el cas del Regne Unit no va passar dels 125. Durant els anys 1990, Jerry Garcia, juntament amb Martin Scorsese i Francis Ford Coppola, van finançar la restauració d'una edició sense tallar de la pel·lícula, que finalment es va editar en DVD l'any 2001. Aquest mateix muntatge va ser editat a Espanya conjuntament per Versus Entertainment / Notro Films, en una edició de 2 discos en DVD, amb llibret (Madrid, 2007).

## Argument
Alfonso van Worden, capità de les tropes napoleòniques recentment instal·lat a Madrid descobreix que està destinat a grans aventures gràcies a dues princeses morisques de Sierra Morena. Amb ajut d'un matemàtic i un cabalista comença una sèrie d'aventures contra la Inquisició i amb suport dels gitanos.

## Repartiment
- Zbigniew Cybulski - Alfonse Van Worden
- Iga Cembrzyńska - Princesa Emina
- Elżbieta Czyżewska - Donya Frasquetta Salero
- Gustaw Holoubek - Don Pedro Velasquez
- Beata Tyszkiewicz - Donya Rebecca Uzeda
- Joanna Jędryka - Zibelda
- Bogumił Kobiela - Senyor Toledo
- Zdzisław Maklakiewicz - Don Roque Busqueros
- Leon Niemczyk - Don Avadoro
- Barbara Krafftówna - Camilla de Tormez
- Stanislaw Igar - Don Gaspar Soarez
- Jan Machulski - Comte Pena Flor
- Kazimierz Opaliński - Hermit / Sheik
- Janusz Kłosiński - Don Diego Salero
- Slawomir Lindner - Pare de Van Worden
- Miroslawa Lombardo - Mare de Van Worden
- Franciszek Pieczka - Pacheco
- Adam Pawlikowski - Don Pedro Uzeda
- Krzysztof Litwin - Don Lopez Soarez
- Jadwiga Krawczyk - Donya Inez Moro

## Premis
Medalles del Cercle d'Escriptors Cinematogràfics
| Categoria                            | Resultat   |
| ------------------------------------ | ---------- |
| Millor pel·lícula de sales especials | Guanyadora |